# Canterbury-esetek
A Canterbury-esetek (eredeti címe: Canterbury's Law) egy amerikai filmsorozat, mely leginkább bűnügyi és drámai kategóriába sorolható. A film története egy ügyvédnőről szól.
Amerikában a FOX csatornán adták, Magyarországon az RTL Klub mutatta be 2009. május 30-án. Eredetileg 13 részesre tervezték az első évadot, de csak hat került legyártásra. A sorozatban több ismert színészt szerepeltettek, így Julianna Marguliest (Vészhelyzet), Keith Robinsont (American Dreams) vagy James McCaffreyt (Száguldó Vipera, Nagymenők). Ennek ellenére a sorozat első évadja gyengén szerepelt, s 2008. május 15-én a FOX bejelentette, hogy nem folytatják a sorozatot.
Érdekesség, hogy Julianna Margulies szintén ügyvédnőt alakít A férjem védelmében című sorozatban, amely viszont nagy sikert hozott számára.

## Cselekmény
Elizabeth Canterbury (Julianna Margulies) ügyvédnő, ha elvállal egy ügyet, akkor nagyon kitartó és senkivel sem alkuszik. Munkája során kihasználja a kiskapukat és nagyon rugalmas elveket vall. Ellenfelei többször megfenyegetik, de mégis tud aludni, hiszen tiszta a lelkiismerete. Társa, Russell Krauss (Ben Shenkman) már nehezebben birkózik meg azzal a ténnyel, hogy Elizabeth a törvényt is képes áthágni azért, hogy ártatlanul megvádolt személyeket megmentsen. Az ügyvédnő rendkívül sikeres annak ellenére, kizárólag a kockázatos és népszerűtlen ügyekkel foglalkozik. Sikerének az a titka, hogy csak akkor hajlandó védeni valakit, ha leendő ügyfelének ártatlanságáról meg van győződve.

## Szereplők
| Szereplő             | Szerep                   | Színész            | Magyar hang    |
| -------------------- | ------------------------ | ------------------ | -------------- |
| Elizabeth Canterbury | ügyvéd                   | Julianna Margulies | Tóth Enikő     |
| Russell Krauss       | ügyvéd                   | Ben Shenkman       | Rajkai Zoltán  |
| Chester Grant        | ügyvéd                   | Keith Robinson     | Szabó Máté     |
| Molly McConnell      | ügyvédjelölt             | Trieste Kelly Dunn | Németh Borbála |
| Zach Williams        | fő államügyész           | Terry Kinney       | Barbinek Péter |
| Matthew Furey        | Elizabeth férje          | Aidan Quinn        | Rosta Sándor   |
| Frank Angstrom       | magánnyomozó             | James McCaffrey    | Széles Tamás   |
| Ethan Foster         | vádlott, majd tanú       | Charlie Hofheimer  |                |
| Kate Cooley          | főügyész helyettes       | Jenna Stern        |                |
| Sam Furey            | Elizabeth és Matthew fia | Jeremy Zorek       |                |

## Epizódok
|  | Alább a cselekmény részletei következnek! |

### Hamis vallomás (Pilot)
Ethan Fostert azzal gyanúsítják, hogy megölt egy fiút (Thomas Jasper-t), akinek a holttestét nem találták meg. A vád egy szolgálaton kívüli rendőr vallomására alapszik, valamint azon, hogy Ethan az ügyvédje nélkül tett kihallgatásán beismerte a gyilkosságot, amit később visszavont, de ez az esküdtekben nyomot hagyott.
Ethan védelmét a Canterbury és Társai Ügyvédi Iroda látja el, de csak Elizabeth Canterbury (az iroda vezetője, a perben a vezető ügyvéd) hisz a fiú ártatlanságában, ügyvéd kollégája Russell Krauss nem. Elizabeth szerint az áldozat apja (Scott Jasper) verte össze saját fiát, majd elásta holttestét az erdőben. Az apát a védelem nem tudja beidéztetni tanúnak, ezért Elizabeth más utat választ. Ráveszi Ethant, vallja azt, hogy ott volt a gyilkosság helyszínén és látta, amint Scott Jasper fiát ököllel megütötte. Ezzel eléri, hogy az ügyész tanúként idézze be Scott-ot, hogy megcáfolhassa állításait.
Elizabeth a tanú kihallgatásakor szemébe mondja Scott Jaspernek, hogy hogyan ölte meg fiát, aki elveszti fejét, s ököllel arcon csapja Elizabethet, akinek felreped a szája és elered az orra vére. Ethant a bíróság felmenti, míg Scott Jaspert letartóztatják. Russell a tárgyalás után tudomására adja Elizabethnek, hogy nem ért egyet az alkalmazott módszerrel, tudja, hogy a fiút hamis tanúvallomásra bírta.

### A médium (Baggage)
Egy Louis Minol nevű férfi felkeresi Elizabethet és közli vele, hogy egy férfi holtteste van nála. A táskájában csontok vannak, melyek a táskában lévő papírok szerint Christopher Hadamark maradványai. A férfi azt állítja, hogy ő látnok, és nincs köze a gyilkossághoz, de maga előtt látta, hogy hol volt elásva az áldozat és kiásta. A férfit az ügyészség emberöléssel vádolja meg.
A főügyész (Zach Williams) egyezséget ajánl, hogy a férfit nyilvánítsák beszámíthatatlannak, így nem tudnák megbüntetni. Elizabeth nem fogadja el az alkut és bíróságra viszi az ügyet. Az ügyészség az eljárás során a vádat hat rendbeli gyilkosságra módosítja, mert öt korábbi áldozatot is ugyanúgy öltek meg.
Louis egy Bogieman-t nevez meg gyilkosként, aki nem más, mint a Louist korábban kezelő elmeorvos (Dr. Patch). Elizabeth rámutat, hogy csakis Dr. Patch lehetett a gyilkos. Louis ellen ejtik a vádat és Patch-et tartóztatják le. Elizabeth Louis látnoki képességét is segítségét hívja, hátha meg tudná találni 3 éve eltűnt fiát. A férfi azonban nem tud neki segíteni, mert ő csak holtak helyét tudja meghatározni, de a fiú szerinte még él.

### Zűrös napok (What Goes Around)
Zach Williams államügyészt nem hagyja nyugodni az Ethan Foster-ügyben elszenvedett veresége. Biztos benne, hogy Elizabeth bírta rá Ethan-t hamis tanúzásra. Vizsgálatot indítanak Elizabeth ellen hamis tanúzásra felbujtás gyanúja miatt.
Molly McConell az iroda záróvizsga előtt álló ügyvédjelöltje megkapja első ügyét, melyben egy ittas vezetéssel vádolt férfit védenek. A férfit felmentik.
Elizabethet esküdt megkörnyékezése vádjával letartóztatják, ugyanis az Ethan Foster-ügyben megbízta Frank Angstrom magánnyomozót, hogy derítse ki az egyik esküdttől, mennyire hisznek a fiú alibijének. Ezt az esküdt elismerte.

### Édes kis tinik (Sweet Sixteen)
Russell óvadék ellenében kihozza az előzetesből Elizabethet.
Az iroda két tizenéves lány védelmét látja el, akiket gyilkosságra felbujtással vádolnak. A két lány az interneten publikált egy listát, amelyen azok neve szerepelt, akiket holtan szeretnének látni, s az első helyen szereplő Caroline-t megölték. A feltételezett gyilkos öngyilkos lett.
Az egyik lány (Linda Matthew) visszavonja Elizabeth megbízását, vádalkut köt az ügyésszel és a másik lányra (Izebel „Izzy” Shapira-ra) vall. Molly, Russell még meglévő ügyészi jelvényét felhasználva ügyésznek adja ki magát, hogy megszerezze a lányok e-mailezését. Izzy eltűnik a tárgyalás alatt, de Elizabeth Frank segítségével megtalálja a lányt. A lány elmondja neki a teljes igazságot, amit eddig nem tett meg, mert nem akarta Lindát vádolni. Elizabeth a tárgyaláson feltárja ezt, ezek után az esküdtek ártatlannak találják Izzy-t.

### Vádalku (Trade-Off)
Zach Williams fő államügyész megegyezik Ethan Fosterrel, hogy vallomásban mondja el azt, hogy Elizabeth beszélte rá a hamis tanúzásra. Így Zach Williams vádat emel a hamis tanúzásra felbujtás bűntettében is Elizabeth ellen.
Az iroda többi jogásza neki lát, hogy kitaláljanak valamit, amivel Elizabeth felmenthető. Russellnek eszébe jut, hogy volt egy hasonló eset (Danny Santos-ügy) az ügyészségen, amikor még ott dolgozott, amelyben Zach direkt elhallgatott egy tanúvallomást a bíróság elől, majd büntetlenséget ígérve meggyőzte a tanút, hogy mást valljon.
Arra alapoznak, ha ezt be tudják bizonyítani, Zach belemegy az alkuba, hogy mindkét ügyet ejtsék. Rusellék elérik a perújrafelvételt a Danny Santos-ügyben. Zach megijed, és ezért iratmegsemmisítővel eltünteti az ügy teljes anyagát.
Elizabeth rájön, hogy blöffölniük kell. Elhozzák a kukából a ledarált csíkokat, majd az ő példányuk egy lapját teleírják, mintha Zach jegyzetei lennének rajta, ezután azt ledarálják, és összeragasztják. Zach elhiszi, hogy az eredeti iratot ragasztották össze. Ezek után alkut köt Russell-lel, hogy Danny Santost azonnal szabadlábra helyezik, Elizabeth ellen ejtik a vádakat, cserébe Russell elismeri, hogy az ügyészségen ő hibázott és miatta ítélték el Santost.

### Régi ügy (Sick as Your Secrets)
Gill Newhall 15 évvel azután, hogy megerőszakolt egy egyetemi bulin egy lányt, jelentkezik a rendőrségen. Elizabeth segít neki, hogy tárgyaláson kívül megszülessen a mindkét félnek megfelelő ítélet. Elizabeth megegyezik az ügyésszel 3 év letöltendő börtönben, de az áldozat nem fogadja el.
Ezek után Elizabeth vissza akarja adni az ügyet, mert a fiúra életfogytiglant kérnek, amit a fiú felmentésével tudna elkerülni, de bűnösöket elvből nem véd. Végül mégsem adja vissza az ügyet, mert óriási igazságtalanságnak tartja, hogy ugyanezen lányt megerőszakoló másik fiú 2 év felfüggesztettet kapott.
A védelem kénytelen a felmentést kérni. Az egész per abszurd, a fiú kijelenti, hogy megtette amivel vádolják, de Elizabeth kéri az esküdteket ne ítéljék el, mert aránytalanul súlyos büntetést kapna. Már visszavonultak az esküdtek, mikor az áldozat felkeresi Elizabeth-et, hogy megegyezne velük, mert szerinte az esküdtek felmentenék Gillt. Ezek után a bíró elé járul a vád és védelem, és indítványozzák, hogy a bíróság döntsön az esküdtek nélkül, mindegyik fél 5 év börtönbüntetéssel egyet ért.
Hanlon bíró azonban életfogytig tartó szabadságvesztést akar kiszabni Gillre. Elizabeth vitába száll a bíróval, aki végül elfogadja az 5 év szabadságvesztést, s megtoldja még 10 év próbaidővel.
A Newhall üggyel párhuzamosan egy polgári peres ügy is zajlik, ahol Chester látja el a felperes képviseletét. Chester elutasít egy 50.000 dolláros peren kívüli egyezséget, amit utólag megbánt, de mint kiderül jól döntött, a bíróság ugyanis 620.000 dollárt ítél meg.
Molly sikeresen abszolválta az ügyvédi szakvizsgát. Matthew – akit kirúgtak munkahelyéről (egy egyetemről), mert viszonyt létesített egy tanítványával – elköltözik Elizabethtől.
|  | Itt a vége a cselekmény részletezésének! |

## Nézettség
Az első rész nézettsége még a várakozásoknak megfelelően alakult, 7,62 millió néző nézte az amerikai premiert. A nézettség innentől azonban nem felfelé mozdult el, sőt közel két millióval nézték kevesebben a második részt, mint az elsőt. Ezek után az este 8 órás sávból áttették az esti 9 órás sávba, de ez sem hozott javulást, egyetlen rész sem közelítette meg a pilot (első rész) nézettségét. Az utolsó epizódot már csak 4,68 millióan látták a FOX csatornán, vagyis az első részhez képest a nézők 40%-a elpártolt a sorozattól.
Az amerikai kudarc után meglepő volt, hogy az RTL Klub műsorára tűzte az akkor már biztosan csak hat részes sorozatot. Ugyanakkor a csatornánál nem is számoltak komoly nézettséggel, hiszen a szombat 14:55-ös műsorkezdet garantálta az alacsony nézettséget.

## Kritika
Az IMDb-n 5,4-esre értékelték a sorozatot. A nőknek minden korosztályban jobban tetszett a férfiaknál. Leginkább a 18 és 29 év közötti nőknek tetszett a sorozat.
Összetett kérdés, mi lehetett az alacsony nézettség oka. Alapvetően a témaválasztás jó volt, hiszen nagyon kevés sorozat az, amely a nyomozati szakaszon túl bemutat bűneseteket. Ezt alátámasztja a pilot relatív magas nézettsége. A téma eladhatóságát mutatja az egy évvel később induló A férjem védelmében című sorozat is, ahol ráadásul ugyanúgy Julianna Margulies játssza a főszerepet. Azzal, hogy mindössze hat részt gyártatott a FOX, lehetetlenné tette a több szálon futó történetet. A sorozatban gyakorlatilag egy szál fut, a Canterbury és társai jogesetei. Az Elizabeth magánéletét tartalmazó szál nagyon halovány, szinte alig tudunk valamit róla. Természetesen erre 6 epizódban nem is lenne mód. Összehasonlítva A férjem védelmében című sorozattal, különösen kitűnik az, hogy az esküdtek döntése elveszíti a film drámai jellegét, hiszen minden ügyet megnyer az iroda, borítékolható az ítélet. Továbbá nincsenek olyan esetek, amikor valaki bűnös, vagy olyan eset, amikor a siker nem feltétlenül a felmentés, hanem valamely jogi minősítés elérése lenne.